# بقبقت
بقبقت قرية سودانية، تقع في الاتجاه الشمالي الغربي من مدينة كوستي تسكنها قبيلة الشينخاب.